# او-کرسول
او-کرزول (به انگلیسی: O-Cresol) یک ترکیب شیمیایی با شناسه پاب‌کم ۳۳۵ است. شکل ظاهری این ترکیب، بلورهای بی‌رنگ است و اکسیژن ، کربن و هیدروژن ساختار آنرا تشکیل میدهند.